# Ryūjin

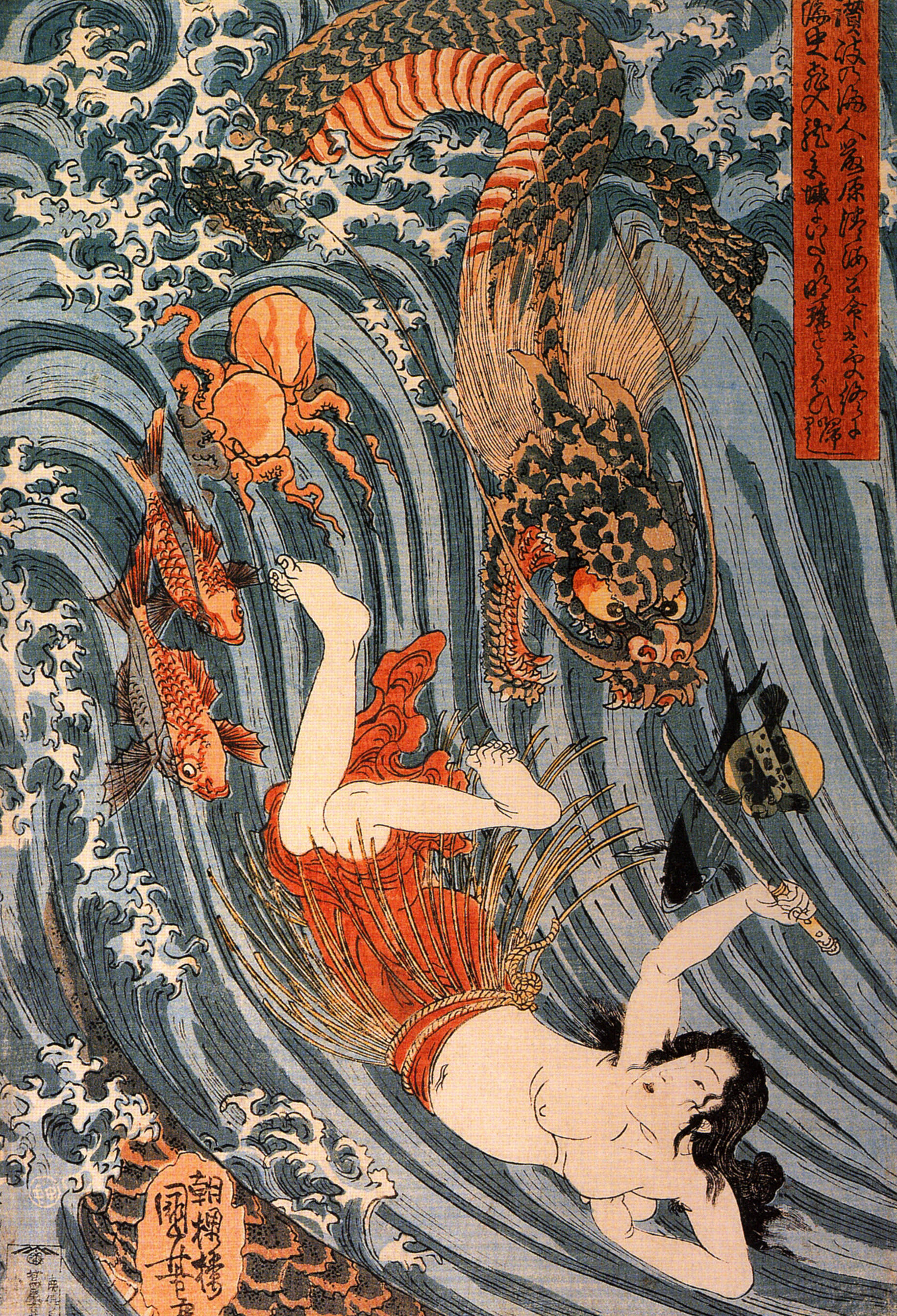
La Princesa Tamatori roba una de las gemas de Ryūjin, por Utagawa Kuniyoshi.

Ryūjin,o Ryōjin  (龍神 lit.«Dios Dragón») era la  divinidad tutelar del mar en la mitología japonesa. Este dragón japonés simbolizaba el poder del océano. Tenía una gran boca y era capaz de adquirir forma humana. Ryūjin vivía en el Ryūgū-jō, un palacio submarino construido con corales de color rojo y blanco desde donde controlaba las olas del mar utilizando unas gemas mágicas (Kanju y Manju) con las cuales podía apaciguar y embravecer la marea. Tortugas marinas, peces y medusas son a menudos descritos como los sirvientes de Ryūjin.
Ryūjin era el padre de la hermosa diosa Otohime, la cual contrajo matrimonio con el príncipe Hoori. Se dice que el primer emperador de Japón, el Emperador Jimmu, es nieto de Otohime y Hoori. También se dice que Ryūjin es uno de los antecesores de la dinastía imperial de Japón. 

## Leyendas alternativas
Según una leyenda, la Emperatriz Jingū fue capaz de atacar Corea con la ayuda de las gemas mágicas de Ryūjin. Durante el enfrentamiento con la marina coreana, la emperatriz Jingū lanzó la gema Kanju (干珠 «Gema de la Marea Baja») al mar y las aguas disminuyeron. La flota Coreana encalló y los soldados empezaron a salir de las naves. Fue entonces cuando Jingū lanzó al agua la gema Manju (満珠 «Gema de la Marea Alta») y la marea subió, ahogando a todos los soldados coreanos. Un festival anual llamado Gion Matsuri, en el templo de Yakasa celebra esta leyenda.
Otra leyenda que involucra a Ryūjin es la historia acerca de cómo las medusas perdieron sus huesos. De acuerdo con la historia, en una ocasión, Ryūjin quería comer hígado de mono (para curarse de un escozor que padecía, en otras versiones de la historia) y envió a las medusas a que le consiguieran un mono. Cuando consiguieron dar con uno, el mono logró escapar de las medusas diciéndoles que había dejado su hígado en una jarra en medio del bosque y que tenía que irlo a buscar. Cuando las medusas regresaron donde Ryūjin y le contaron lo que sucedió, Ryūjin se enfureció tanto que golpeó a las medusas hasta desquebrajarles los huesos.

## En el sintoísmo
La Ryūjin shinkō (竜神信仰 ‘Fe del Dios dragón’) es una forma de creencia religiosa sintoísta que idolatra a los dragones como kamis del agua. Está vinculada con rituales relacionados con la agricultura, las oraciones a la lluvia y el éxito de los pescadores. 